# Limnophila buangensis
Limnophila buangensis là một loài ruồi trong họ Limoniidae. Chúng phân bố ở miền Australasia.